# Кольер, Джейкоб
Джейкоб Кольер (англ. Jacob Collier; 2 августа 1994, Лондон) — английский певец, аранжировщик, композитор, продюсер и мультиинструменталист. В 2012 году его видео каверы популярных песен, таких как «Don't You Worry 'bout a Thing» Стиви Уандера стали вирусными на платформе YouTube.
Джейкоб комбинирует стили джаза, а капеллы, грува, фолк, электронной, госпел, соул музыки и импровизации, и иногда включает в свои произведения интенсивное использование регармонизации.
В 2016 году Кольер выпустил свой дебютный альбом «In My Room», который был полностью записан, исполнен и спродюсирован в небольшой комнате дома его родителей в Лондоне, район Финчли. В 2017 году он был награждён двумя премиями Грэмми за его произведения «Flintstones» и «You And I» из альбома.
В 2018 году Джейкоб начал работу над четырёхтомным альбомом «Djesse», в который вошло 50 произведений, более двух десятков исполнителей и ансамблей. Первый альбом, «Djesse Vol. 1», был выпущен в декабре 2018 года, а второй, «Djesse Vol. 2», — в июле 2019 года. По состоянию на декабрь 2019 года, работа над первой частью проекта принесла Джейкобу еще две номинации Грэмми — за произведения «All Night Long» (Djesse Vol. 1) и «Moon River» (Djesse Vol. 2). Третья часть альбома, «Djesse Vol. 3», которую Кольер описывает как «Основанную на электронном звучании», вышла 14 августа 2020.

## Жизнь и карьера
Кольер вырос в северном Лондоне, воспитывался в основном матерью-одиночкой с двумя младшими сестрами. Учился в средней школе округа Милл-Хилл, а также в школе музыкантов имени Перселла в Хартфордшире. Кольер изучал джазовое фортепиано в Королевской академии музыки в Лондоне. Его мать, Сьюзен Кольер — скрипачка, дирижер и профессор в Детской академии Королевской академии музыки. Дедушка Кольера по материнской линии, Дерек Кольер, был скрипачом, который также преподавал в Королевской академии музыки и выступал с оркестрами по всему миру.
В 10 лет Джейкоб выступал в роли певца для таких классических произведений, как «Волшебная флейта» Моцарта и «Поворот винта» Бенджамина Бриттена, последний из которых сильно повлиял на его понимание и использование гармонии. В 2008 году, когда Кольер учился в восьмом классе, он получил золотую медаль ABRSM за наивысшую оценку по пению в стране.
Кольер — самоучка. Он начал загружать свои мультиинструментальные музыкальные исполнения на YouTube в 2011 году, в частности «Pure Imagination» из фильма «Вилли Вонка и шоколадная фабрика» и «Don't You Worry 'bout a Thing» Стиви Уандера. Его видео привлекли внимание Куинси Джонса, который отправился с Джейкобом на Джазовый фестиваль в Монтрё, где они и Херби Хэнкок познакомились.

### 2014–2015: Куинси Джонс, MIT, и живые выступления

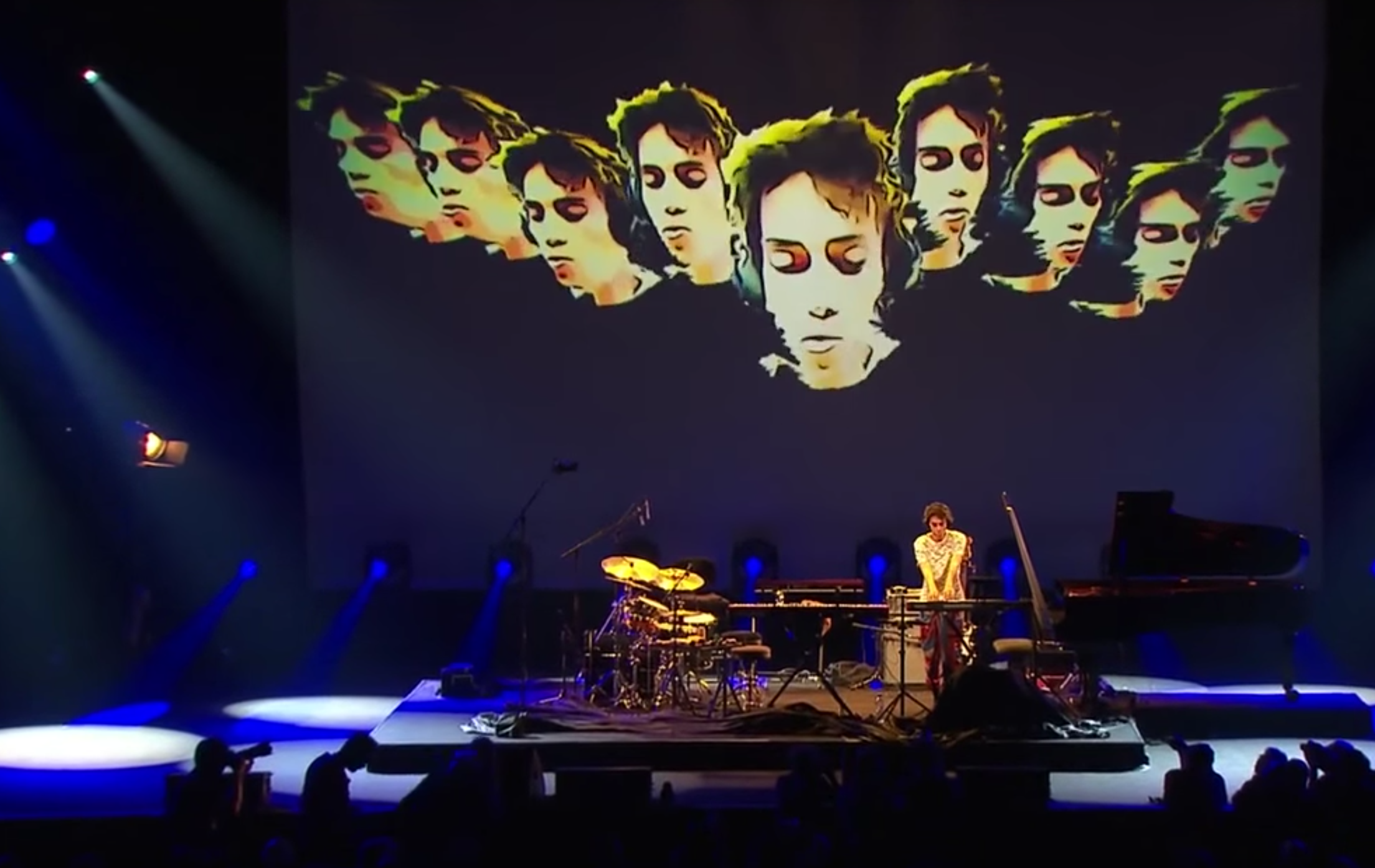
Сольное выступление Джейкоба

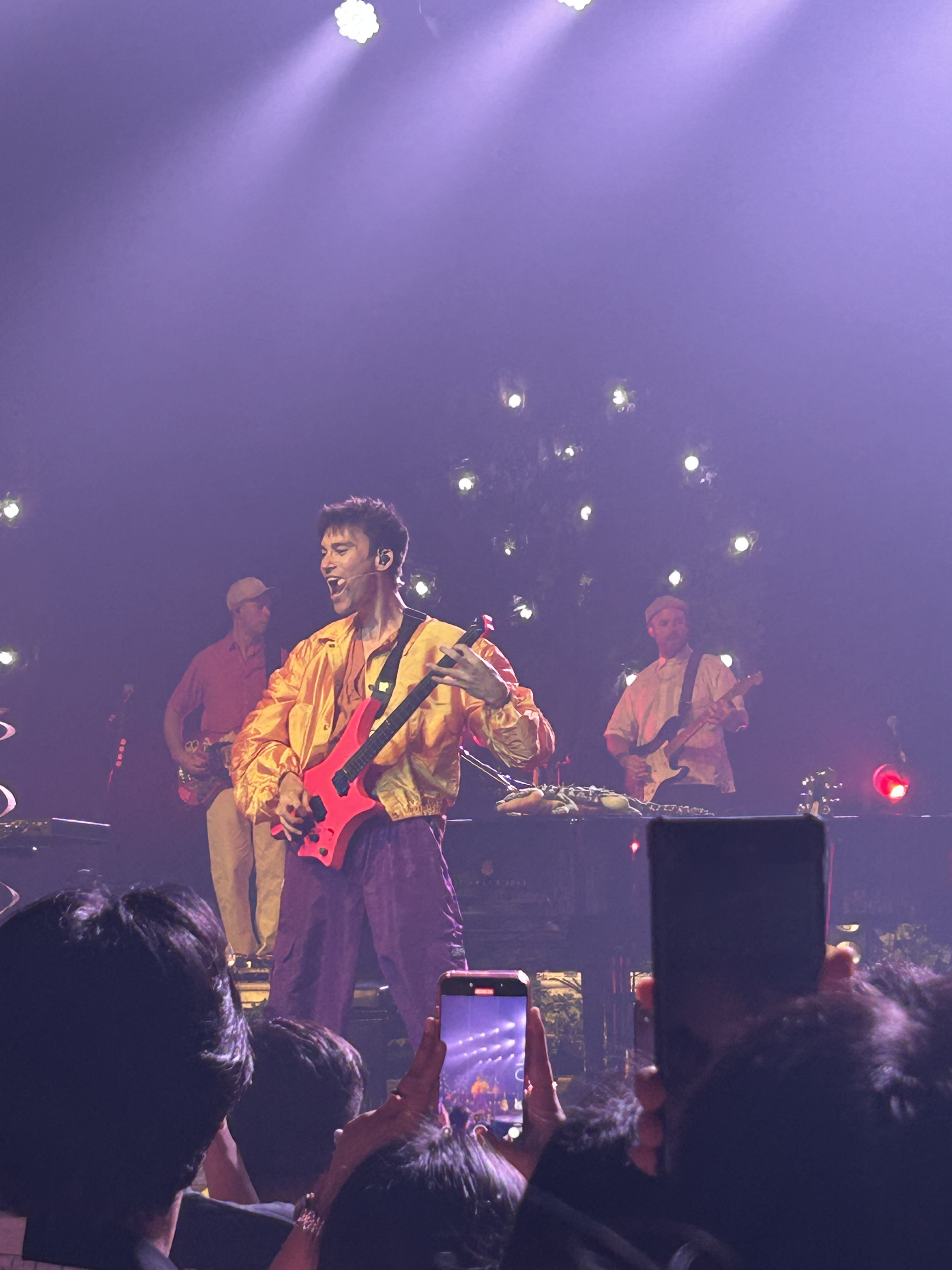
Кольер выступает в Манила в 2025 году

В 2014–2015 годах, Бен Блумберг, студент Массачусетского технологического института, предложил Джейкобу разработать для него аппаратуру и программное обеспечение для живых выступлений. Через несколько месяцев, разработка была завершена, и уже в 2015 году, Кольер начал свой тур по Европе и США. Дебют шоу состоялся в джаз-клубе Ронни Скотта в Лондоне.

## Дискография

### Студийные альбомы
| Название                                          | Детали                                                                            | Высшие позиции в чартах | Высшие позиции в чартах | Высшие позиции в чартах | Высшие позиции в чартах | Высшие позиции в чартах | Высшие позиции в чартах | Высшие позиции в чартах |
| Название                                          | Детали                                                                            | US Heat.                | US Indie                | US Contemporary Jazz    | US Jazz                 | US Classical            | US Classical Cross.     | US Folk Sales           |
| ------------------------------------------------- | --------------------------------------------------------------------------------- | ----------------------- | ----------------------- | ----------------------- | ----------------------- | ----------------------- | ----------------------- | ----------------------- |
| In My Room                                        | - Выход: 1 июля 2016 - Лейбл: Membran - Форматы: CD, LP, ЦД                       | 10                      | 50                      | 1                       | 3                       | —                       | —                       | —                       |
| Djesse Vol. 1 (с Metropole Orkest и Джулис Бакли) | - Выход: 7 декабря 2018 - Лейбл: Hajanga Records, Geffen, Decca - Форматы: CD, ЦД | 14                      | —                       | 1                       | 6                       | 6                       | 6                       | —                       |
| Djesse Vol. 2                                     | - Выход: 19 July 2019 - Лейбл: Hajanga Records, Geffen, Decca - Форматы: CD, ЦД   | —                       | —                       | —                       | —                       | —                       | —                       | 18                      |
| Djesse Vol. 3                                     | - Выход: 14 августа 2020 - Лейбл: Hajanga Records, Decca - Форматы: CD, LP, ЦД    | —                       | —                       | —                       | —                       | —                       | —                       | —                       |
| Djesse Vol. 4                                     | - Выход: Выпущено: 29 февраля 2024 - Лейбл: Hajanga Records - Форматы: CD, LP, ЦД | —                       | —                       | —                       | —                       | —                       | —                       | —                       |

### Концертные альбомы
| Название                                             | Детали                                                                                      |
| ---------------------------------------------------- | ------------------------------------------------------------------------------------------- |
| Piano Ballads (Live from the Djesse World Tour 2022) | - Выпущено: 29 сентября 2022 - Лейбл: Decca - Формат: Цифровая загрузка, потоковая передача |

### Extended plays
| Название                                                | Детали |
| ------------------------------------------------------- | --- |
| Pure Imagination -the hit covers collection             | - Выпущено: 20 сентября 2017 (только в Японии) - Лейбл: P-VINE Records - Формат: CD, цифровая загрузка, потоковая передача |
| Jacobean Essentials                                     | - Выпущено: 18 декабря 2020 - Лейбл: Hajanga - Формат: Цифровая загрузка, потоковая передача                               |
| Jacobean Chill                                          | - Выпущено: 25 декабря 2020 - Лейбл: Hajanga - Форматы: Цифровая загрузка, потоковая передача                              |
| Three Christmas Songs - An Abbey Road Live To Vinyl Cut | - Выпущено: 22 ноября 2024 - Лейбл: Hajanga - Форматы: Винил, Цифровая загрузка, потоковая передача                        |

### Синглы
| Сингл                                                                                | Дата             | Автор                                   | Исполнен с     | Источник             |
| ------------------------------------------------------------------------------------ | ---------------- | --------------------------------------- | -------------- | -------------------- |
| «Don't You Worry 'Bout a Thing»                                                      | 13 октября 2013  | Стиви Уандер                            |                | [ 18 ] [ 19 ] [ 20 ] |
| «Fascinating Rhythm»                                                                 | 13 августа 2014  | Джордж Гершвин, Айра Гершвин (слова)    |                | [ 20 ] [ 21 ]        |
| «Close to You»                                                                       | 16 декабря 2014  | Берт Бакарак, Хэл Дэвис                 |                | [ 19 ] [ 20 ] [ 22 ] |
| «One Day»                                                                            | 14 февраля 2015  | Джейкоб Кольер, Никки Янофски           | Никки Янофски  | [ 23 ]               |
| «Jerusalem»                                                                          | 22 сентября 2015 | Хьюберт Пэрри, Уильям Блейк (поэма)     |                | [ 24 ] [ 25 ] [ 26 ] |
| «In the Bleak Midwinter»                                                             | 14 декабря 2016  | Харольд Дарк, Кристина Россетти (поэма) |                | [ 27 ] [ 28 ]        |
| «Bathtub»                                                                            | 27 октября 2017  | Джейкоб Кольер, Бекка Стивенс           | Becca Stevens  | [ 29 ] [ 30 ]        |
| «I Love Being Here With You (Soundtrack for the All-New Electric Fiat 500 campaign)» | 2020             | Bill Schluger, Peggy Lee                |                |                      |
| «The Christmas Song (Chestnuts Roasting On An Open Fire)»                            | 2020             | Mel Tormé, Robert Wells                 |                |                      |
| «The Sun Is In Your Eyes»                                                            | 2021             | Jacob Collier                           |                |                      |
| «Flow Freely (From the Film "Reflection: A Walk with Water")»                        | 2021             | Jacob Collier, Justin Kauflin           | Justin Kauflin |                      |
| «Fix You" (Live for There With Care)»                                                | 2021             | Coldplay                                |                |                      |

## Награды и номинации

### Премия Грэмми
| Год  | Работа              | Премия                                        | Результат | Источник      |
| ---- | ------------------- | --------------------------------------------- | --------- | ------------- |
| 2017 | «You and I»         | Лучшая аранжировка, инструменты или а капелла | Победа    | [ 31 ]        |
| 2017 | «Flintstones»       | Лучшая аранжировка, инструменты и вокал       | Победа    | [ 31 ]        |
| 2020 | «Moon River»        | Лучшая аранжировка, инструменты или а капелла | Победа    | [ 32 ] [ 33 ] |
| 2020 | «All Night Long»    | Лучшая аранжировка, инструменты и вокал       | Победа    | [ 32 ] [ 33 ] |
| 2021 | «He Won't Hold You» | Лучшая аранжировка, инструменты и вокал       | Победа    | [ 34 ]        |

### Jazz FM Awards
| Год  | Работа         | Категория                | Результат | Источник |
| ---- | -------------- | ------------------------ | --------- | -------- |
| 2016 | Джейкоб Кольер | Прорыв года              | Номинация | [ 35 ]   |
| 2016 | Джейкоб Кольер | Цифровая инициатива года | Победа    | [ 35 ]   |
| 2019 | Джейкоб Кольер | PRS For Music Gold Award | Победа    | [ 36 ]   |
| 2020 | Джейкоб Кольер | The Digital Award        | Номинация | [ 37 ]   |

### MOBO Awards
| Год  | Работа         | Категория     | Результат | Источник |
| ---- | -------------- | ------------- | --------- | -------- |
| 2016 | Джейкоб Кольер | Best JAZZ Act | Номинация | [ 38 ]   |